# Nemopalpus pallipes
Nemopalpus pallipes är en tvåvingeart som beskrevs av Shannon och Ponte 1927. Nemopalpus pallipes ingår i släktet Nemopalpus och familjen fjärilsmyggor. Inga underarter finns listade i Catalogue of Life.